# Sènène
La Sènène, ou Sénène, est une rivière française de Normandie , affluent de la Sienne (rive droite), dans les départements du Calvados et de la Manche.

## Géographie
La Sènène prend sa source dans la commune de Sept-Frères et prend la direction de l'ouest. Elle se joint aux eaux de la Sienne à Beslon, après un parcours de 14,2 km,  entre Bocage virois et sud saint-lois.

## Bassin et affluents
Le bassin de la Sènène occupe un territoire allongé d'est en ouest entre la pointe sud-ouest du Calvados et le centre-sud de la Manche. Il est bordé au nord et à l'est par le bassin de la Vire (la Drôme et son affluent la Cunes) et au sud et à l'ouest, lieu de son confluent, par le bassin direct de la Sienne.
Son seul affluent notable est le ruisseau de la Bourgerie, long de 3,3 km, qui la rejoint en rive gauche entre les communes de Courson et Saint-Aubin-des-Bois.

## Communes traversées

### Calvados
- Sept-Frères (source), Saint-Sever-Calvados (limite nord),, Courson, Limite entre Saint-Aubin-des-Bois et Courson.

### Limite départementale
- Limite entre Saint-Aubin-des-Bois et Beslon.

### Manche
- Beslon, Limite entre Sainte-Cécile et Beslon, Beslon (confluent).

### Note
1. ↑  Le SANDRE est inaccessible le dimanche 8 juin 2014, voir en Discussion modèle:Sandre les indisponibilités constatées